# (236810) Rutten
(236810) Rutten est un astéroïde de la ceinture principale.

## Description
(236810) Rutten est un astéroïde de la ceinture principale. Il fut découvert le 9 septembre 2007 à Wildberg par Rolf Apitzsch. Il présente une orbite caractérisée par un demi-grand axe de 3,10 UA, une excentricité de 0,03 et une inclinaison de 9,6° par rapport à l'écliptique.

## Compléments